# Дзюсан
Дзюсан или Дзюсан-Ко (яп. 十三湖 дзю:сан-ко) — солоноватое лагунное озеро западного побережья полуострова Цугару на севере японского острова Хонсю. Располагается на территории префектуры Аомори. Относится к водосборному бассейну Японского моря, сообщаясь с ним через пролив шириной 250 м на северо-западе. В 1959 году через пролив был перекинут деревянный мост, в 1979 заменён на бетонный.
Дзюсан представляет собой мелководную мезотрофную лагуну глубиной до 1,5 м (3 м). Площадь озера составляет 18,1 км² (20,6 км²). Протяжённость береговой линии — 28 км.
В лагуну впадают реки Иваки, Тория (яп. 鳥谷川), Ямада (яп. 山田川), Аиути (яп. 相内川) и Имаидзуми (яп. 今泉川). Накопление их осадка привело к обмелению озера.
В заливе на севере лагуны расположен остров Накадзима.